# سید محمد جهان‌آرا
سید محمدعلی جهان‌آرا (۹ شهریور ۱۳۳۳ – ۷ مهر ۱۳۶۰) نظامی ایرانی بود که در خلال جنگ ایران و عراق از اعضای سپاه پاسداران انقلاب اسلامی به‌شمار می‌رفت و فرماندهی سپاه خرمشهر را برعهده داشت. وی در عملیات‌هایی چون نبرد خرمشهر و حصر آبادان نقشی کلیدی ایفا کرد.
جهان‌آرا فعالیت سیاسی را پیش از انقلاب ۱۳۵۷، بر ضد سلطنت پهلوی، در گروه منصورون آغاز کرد. وی در تاریخ ۷ مهر ۱۳۶۰ در پی سقوط پرواز هرکولس سی-۱۳۰ نیروی هوایی ارتش در منطقه کهریزک در جنوب تهران کشته شد. به‌علت کارهای وی در دفاع و شکستن حصر آبادان، بعدها به او درجه سرلشکری داده شد.

## زندگی
محمّد جهان‌آرا در ۹ شهریورِ ۱۳۳۳ در شهر خرمشهر، از پدر و مادر اصالتاً شوشتری زاده شد.

### پیش از انقلاب
وی در سال ۱۳۴۸ تحت تأثیر جنبش اسلامی به رهبری روح‌الله خمینی، همراه عده‌ای از همفکرانش، وارد مبارزات سیاسی علیه دولت محمدرضا پهلوی شد و گروه الله‌اکبر را راه‌اندازی کرد. در اواخر سال ۱۳۴۹ همراه برادرش به عضویت گروه مخفی سازمان حزب‌الله خرمشهر درآمد. در سال ۱۳۵۱، ساواک اعضای گروه را شناسایی و تمام آنان را دستگیر و زندانی کرد. در جریان این دستگیری، محمد جهان‌آرا به علت سن کم، تنها یک سال زندان محکوم و به زندان اهواز منتقل شد.
وی پس از اخذ دیپلم در سال ۱۳۵۴ در کنکور دانشگاه‌ها شرکت کرد و برای ادامه تحصیل راهی مدرسه عالی بازرگانی تبریز شد. در سال ۱۳۵۵ جهان‌آرا به عضویت گروه منصورون که یک گروه معتقد به مبارزه مسلحانه بود، درآمد. در سال ۱۳۵۷ هنگامی که قرار بود به سرپرستی سید علی اندرزگو به سوریه و اردوگاه‌های مقاومت فلسطین سفر کند، به دلیل کشتار مردم تهران در میدان ژاله در هفدهم شهریور ۱۳۵۷ از سفر بازماند.
در پاییز سال ۱۳۵۷ در پی اعزام تانک‌های ارتش به خیابان‌های اهواز، گروه منصورون تصمیم به دفاع مسلحانه از تظاهرکنندگان می‌گیرد. اعضای گروه در یکی از این درگیری‌ها با نیروهای زرهی، حدود ۳۰ نفر از نیروهای ارتش شاهنشاهی را مجروح کردند.

### پس از انقلاب
بعد از پیروزی انقلاب ۱۳۵۷ جهان‌آرا پس از ۲ سال و نیم زندگی مخفیانه، به خرمشهر بازگشت. او و همفکرانش در خرمشهر، گروهی به نام کانون فرهنگی-نظامی انقلابیون خرمشهر را تشکیل دادند.

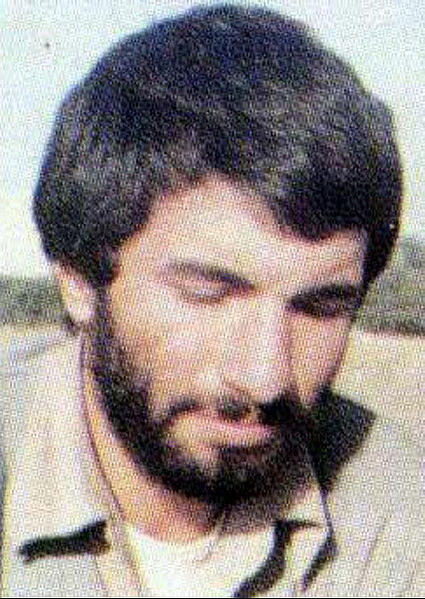
نگاره‌ای از جهان‌آرا

وی در سال ۱۳۵۸ فرماندهی سپاه پاسداران خرمشهر را به عهده گرفت و هم‌زمان جهاد سازندگی خرمشهر را نیز پایه‌گذاری کرد. با شروع جنگ ایران و عراق، در کنار مردم این شهر، از خرمشهر دفاع کرد. بعد از سقوط، خرمشهر و عزل ابوالحسن بنی‌صدر از سمت فرمانده کل قوا، مرحله جدیدی از جنگ ایران و عراق آغاز شد، که در پی آن، محاصره آبادان شکسته شد و نیروهای ایرانی این شهر را در تاریخ ۵ مهر ۱۳۶۰ آزاد کردند.

## کشته‌شدن
به دنبال بازپس‌گیری آبادان از نیروهای ارتش عراق، در تاریخ ۷ مهر ۱۳۶۰ محمد جهان‌آرا و تعدادی از فرماندهان، راهی تهران شدند، تا گزارش عملکرد نیروهای ایرانی را به رهبر وقت جمهوری اسلامی؛ روح‌الله خمینی بدهند، اما در میانه راه، بر اثر سقوط هواپیمای حامل آنها در پرواز هرکولس سی-۱۳۰ نیروی هوایی ارتش برخی از سرنشینان، که جهان‌آرا نیز از جمله آنها بود، کشته شدند. به ادعای هوشنگ صمدی، از فرماندهان نیروی دریایی ارتش، در زمان جنگ ایران و عراق این هواپیما نه بر اثر سانحه، بلکه بر اثر شلیک پدافند و برخورد موشک ضدهوایی به آن، سقوط کرد.
در روایت‌های رسمی دلیل مرگ، نقص فنی و سقوط هواپیما عنوان شد. نوحه معروف «ممد نبودی ببینی» را پس از آزادسازی خرمشهر، جواد عزیزی از نیروهای سپاه پاسداران در خرمشهر، در رثای محمد جهان‌آرا سرود و نخستین بار حسین فخری، از هم‌رزمان وی، آن را بر سر مزارش خواند و یک‌سال بعد نیز غلام کویتی‌پور هم‌زمان با سالگرد آزادسازی خرمشهر، آن را بازخوانی کرد.
نورالدین کیانوری دربارهٔ علل مرگ جواد فکوری (که از مسافران کشته شدهٔ این سانحه است)، اتفاقی بودن سانحه هوایی را صراحتاً زیر سؤال برد و دست «عوامل دشمن» را در کار دید. ابوالحسن بنی صدر نیز در مصاحبه‌های مختلف سقوط این هواپیما را کار خود حکومت می‌داند و معتقد است هواپیما بی‌دلیل در آسمان منفجر نشده است.
افراد و اشخاص دیگری همچون محمود خرم‌دل؛ کمک خلبان این پرواز، سرهنگ صولتی سر خلبان پرواز، ناخدا هوشنگ صمدی، فرمانده تکاوران دریایی مدافع خرمشهر و محمدعلی شریف‌النسب از فرماندهان میانی ارتش در دوران جنگ، نیز این واقعه را صددرصد مشکوک و حاصل شلیک موشک پدافند خودی به هواپیما ذکر کرده‌اند.

## خانواده
محمد جهان آرا در سال ۱۳۵۸ ازدواج کرد. برادر بزرگ‌تر وی در تهاجم نیروهای عراقی به خرمشهر، به اسارت گرفته شد و هرگز اثری از وی پیدا نشد. علی جهان‌آرا برادر دیگر وی نیز در سال ۱۳۵۶ دستگیر و در ۲ اردیبهشت ۱۳۵۷ در زندان کشته شد. حسن جهان‌آرا برادر کوچکتر وی، سال ۱۳۶۰ به اتهام ارتباط با سازمان مجاهدین خلق ایران، به ۷ سال زندان محکوم و در جریان اعدام زندانیان سیاسی در تابستان ۱۳۶۷، اعدام شد.